# Cmentarze
Cmentarze – opowiadanie Marka Hłaski wydane w 1958 nakładem Instytutu Literackiego, za które otrzymał nagrodę literacką "Kultury" dla pisarza krajowego. W odcinkach było drukowane w "Dzienniku Polskim i Dzienniku żołnierza" w Londynie.

## Treść
Przypadkowe spotkanie ze znajomym z czasów partyzanckich okazuje się dla bohatera katastrofalne w skutkach. Kilka beztrosko rzuconych słów i Franciszek Kowalski, dotychczas uczciwy i oddany sprawie członek partii, trafia do aresztu, zostaje posądzony o dwulicowość i dywersję, pozbawiony legitymacji partyjnej, wyrzucony z pracy. Próbując się oczyścić, zwraca się do swoich dawnych towarzyszy z partyzantki, którzy mogliby zaświadczyć o jego uczciwości.

## Przekłady na języki obce
- The graveyard, New York: Dutton, 1959, tłumacz: Norbert Guterman
- Le gusta o no le gusta ?, Santiago de Chile: Del Nuevo Extremo, 1959, tłumacz: Mariano Rawicz
- Cementerios, Barcelona: Luis de Caralt, 1960, tłumacz: Mariano Orta